# De Dion-Bouton Type E

De Dion-Bouton Type E, bei dem die vordere Sitzbank nach vorne ausgerichtet ist

Der De Dion-Bouton Type E ist ein Pkw-Modell aus der Anfangszeit des 20. Jahrhunderts. Hersteller war De Dion-Bouton aus Frankreich.

## Beschreibung
Das Modell gehört zur Baureihe De Dion-Bouton Vis-à-Vis. Es erhielt am 27. März 1900 seine Zulassung durch die nationale Behörde. Vorgänger war der De Dion-Bouton Type D.
Ein De-Dion-Bouton-Einzylindermotor ist im Heck eingebaut. Er hat wie beim Vorgänger 80 mm Bohrung, 80 mm Hub und 402 cm³ Hubraum. Er leistet 3,5 PS. Ein kleiner Unterschied liegt in der Form des Auslasses für die Abgase, der nun schräg nach unten zeigt und nicht mehr waagerecht angeordnet ist. Der Motor treibt über ein Zweiganggetriebe die Hinterachse an. Der Wasserkühler ist vor der Vorderachse angebracht.
Die senkrecht stehende Lenksäule hat oben einen Hebel zum Lenken, darunter Schalthebel, Hebel für die Regulierung der Drehzahl des Motors und Bremshebel für die Hinterradbremse. Ein Pedal wirkt auf das Differential.
Ein Rohrrahmen bildet die Basis des Fahrzeugs. Als Radstand sind je nach Quelle 1550 mm und 1556 mm angegeben. Die Spurweite betrug 114 cm. Eine Quelle nennt 1803 mm Länge und 1402 mm Breite.
Die Hinterachse ist eine De-Dion-Achse mit Federung. Die Radmuttern sind sechseckig auf einem runden Untergrund.
Über dem Motor ist eine Sitzbank für den Fahrer und einen Beifahrer montiert. Davor befindet sich eine schmalere Bank für eine Person, die gegen die Fahrtrichtung ausgerichtet ist. Diese Sitzanordnung wird Vis-à-vis genannt. Es gibt Versionen, bei denen die vordere Sitzbank umgedreht werden kann, sodass alle Mitfahrer in Fahrtrichtung schauen. Ein solches Fahrzeug mit einem Aufbau von H. J. Mulliner & Co. existiert noch.
Im selben Jahr wurde die Produktion eingestellt. Nachfolger wurde der stärker motorisierte De Dion-Bouton Type G.